# Lotsgatan, Stockholm

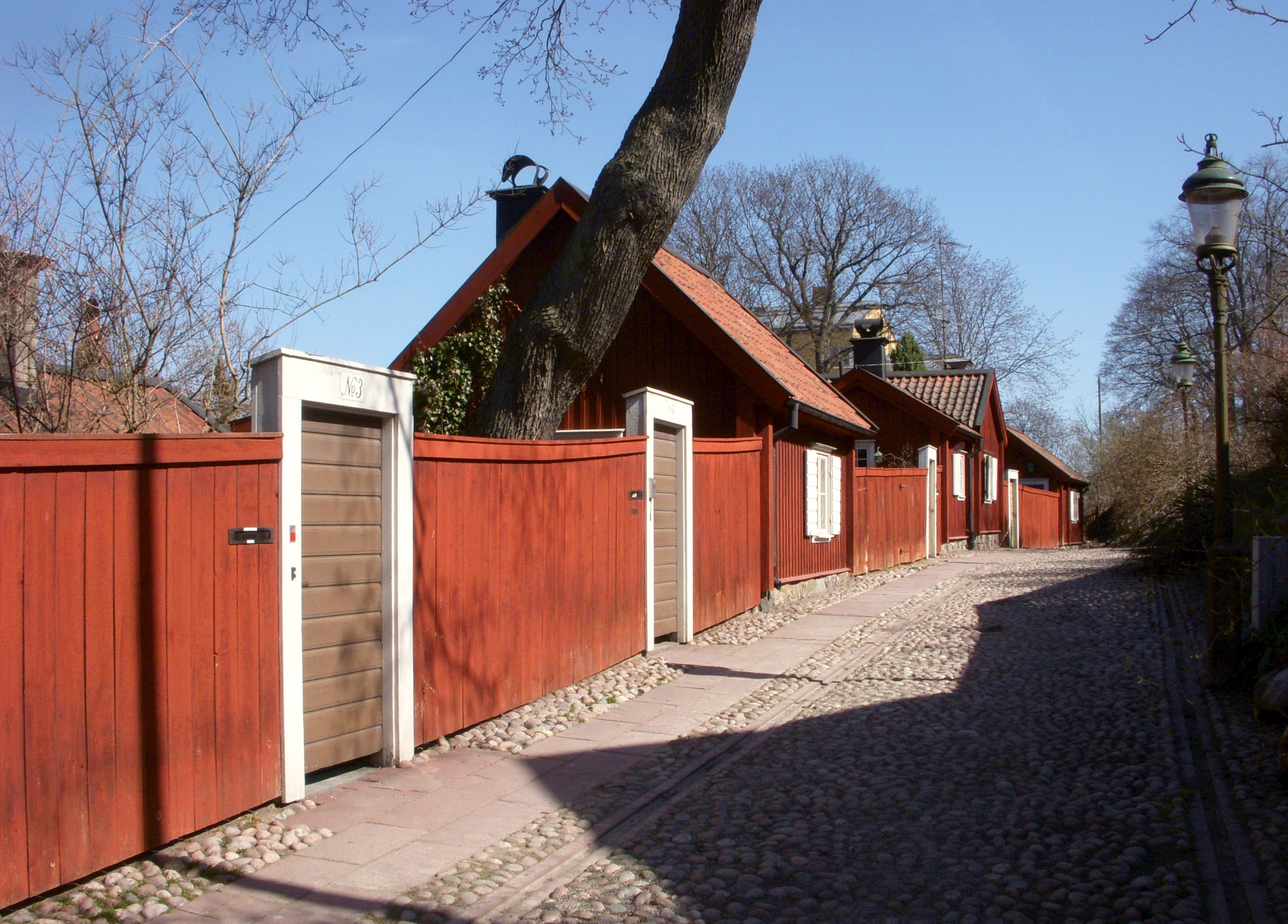
Lotsgatan österut i april 2011.

Lotsgatan är en kort gata på Södermalm i Stockholm. Gatan är en återvändsgränd som börjar vid Sågargatan och går sedan österut parallellt mellan Folkungagatan och Åsögatan. Gatan kantas av kulturhistorisk intressant bebyggelse som sedan 1956 ingår i kulturreservatet Åsöberget. 

## Historik

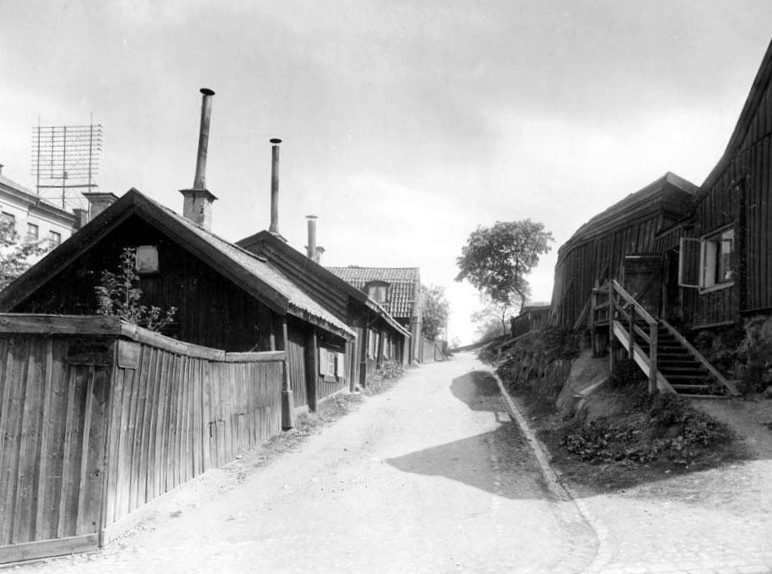
Lotsgatan österut, 1908.

Lotsgatan ligger på Åsöberget och hette tidigare Skräddaregränden som gick lite längre österut än dagens Lotsgränd. Eftersom det fanns redan en Skräddargränd i Gamla stan döptes gatan 1885 om till sitt nuvarande namn. Möjligtvis påverkades namnberedningen av Skeppargränd i närheten och Södra varvet nedanför Åsöberget. 
De boende på Lotsgatan och andra smågator på Åsöberget var ofta varvsarbetare vid Södra varvet samt deras familjer. Även andra yrken med anknytning till sjöfart fanns representerade. Under bostadsnöden vid 1800-talets slut trängdes fattigt folk i de små stugorna, som slets hård. Förfallet fortsatte till långt in på 1900-talet. Först 1956 fattade Stockholms kommunfullmäktige beslut om att hela bebyggelsen på Åsöberget skulle upprustas.

## Bebyggelsen
Vid Lotsgatan finns numera bara byggnader längs norra sidan med nio adresser (Lotsgatan 1-9). Byggnaderna utgörs av låga faluröda trähus från 1700-talet som är typisk för Åsöberget. Efter ett långtgånget förfall renoverades stugorna i början av 1960-talet. Några av dem är hitflyttade som exempelvis ateljéstugan (Lotsgatan 2) som stod ursprungligen på Marieborg, Farsta strand. De renoverade husen utrustades med moderna installationer som rinnande vatten, värme och elektricitet. Det blev även nya planlösningar med större lägenheter. 
På Lotsgatan lades kullersten i cementbruk och stadsmässig gatubelysning sattes upp. Området är, tillsammans med liknade bebyggelse vid Skeppargränd, ett så kallat kulturreservat, som ägs och förvaltas av AB Stadsholmen. Husen är blåmärkta av Stadsmuseet i Stockholm, vilket innebär "att bebyggelsen bedöms ha synnerligen höga kulturhistoriska värden".

## Bilder

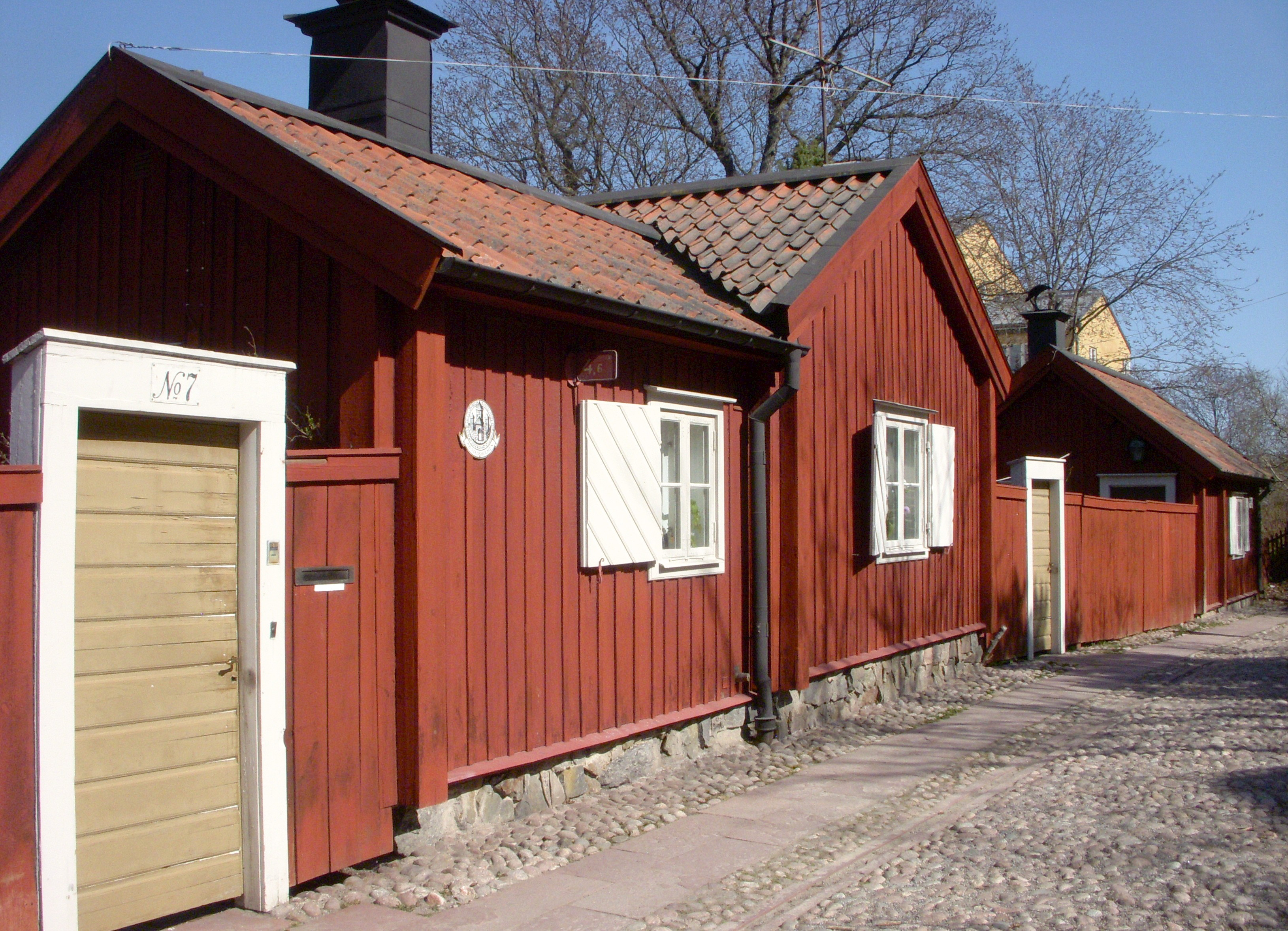
Lotsgatan österut, april 2011.
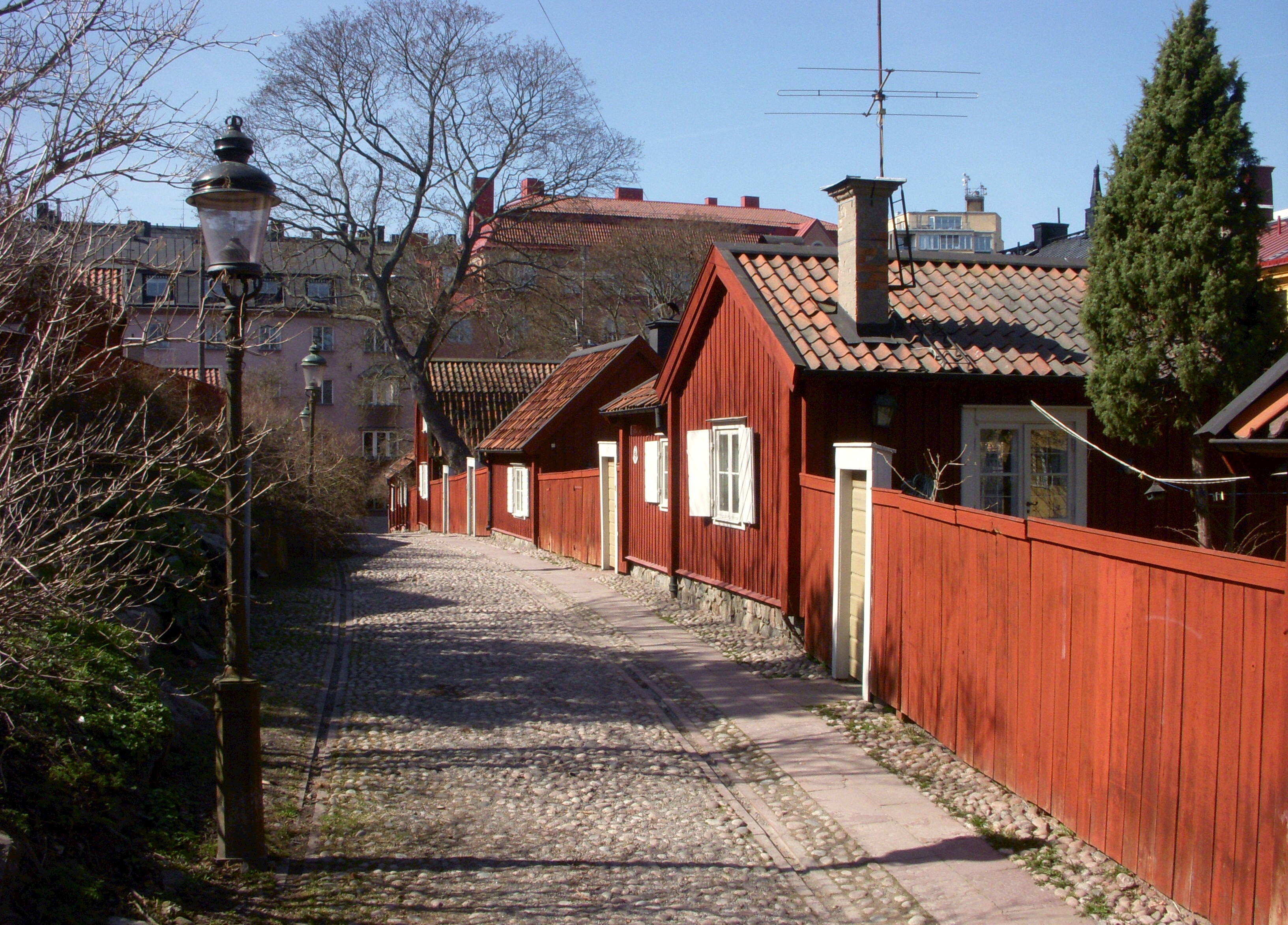
Lotsgatan västerut, april 2011.
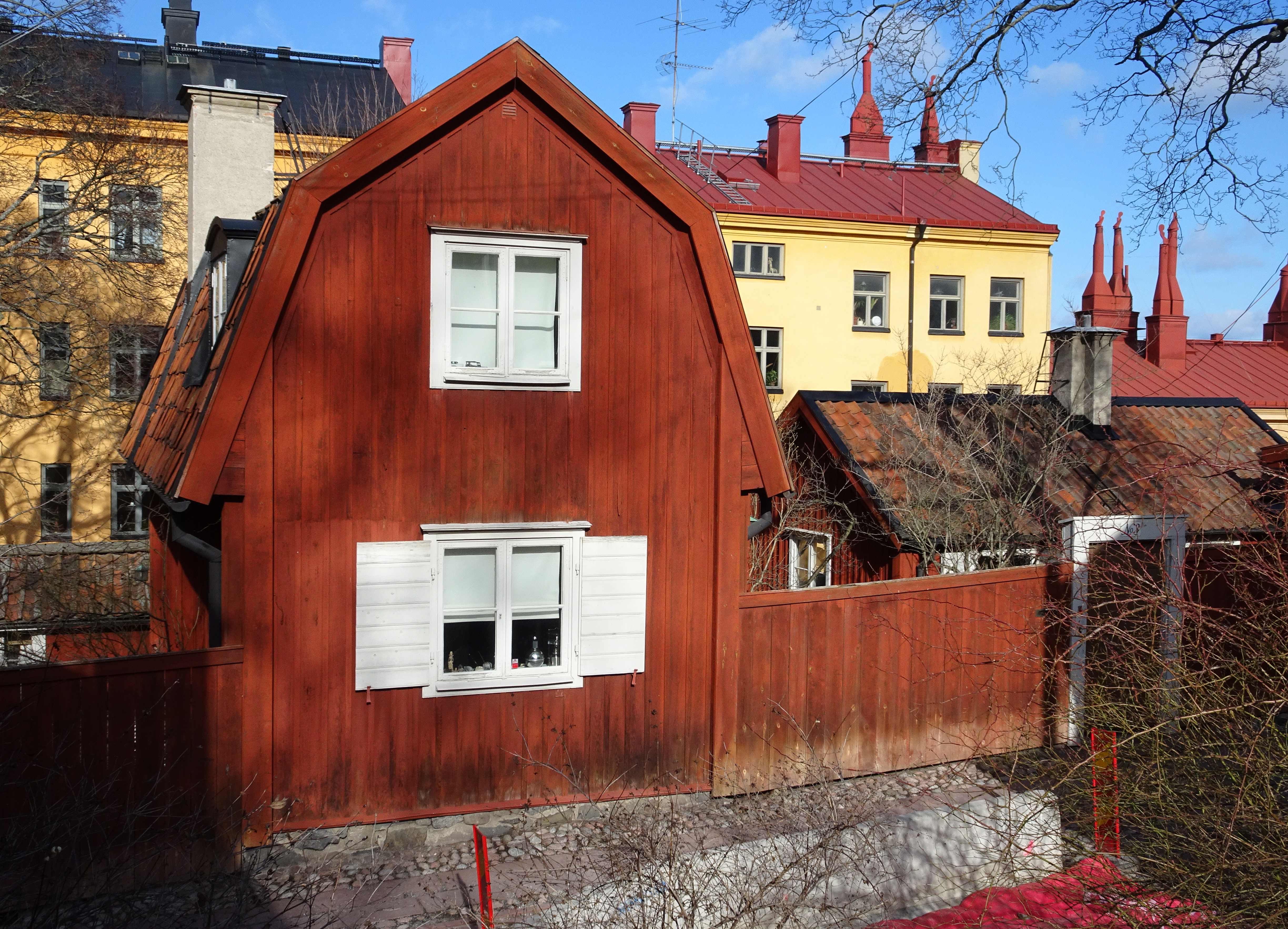
Lotsgatan nr 3, mars 2019.
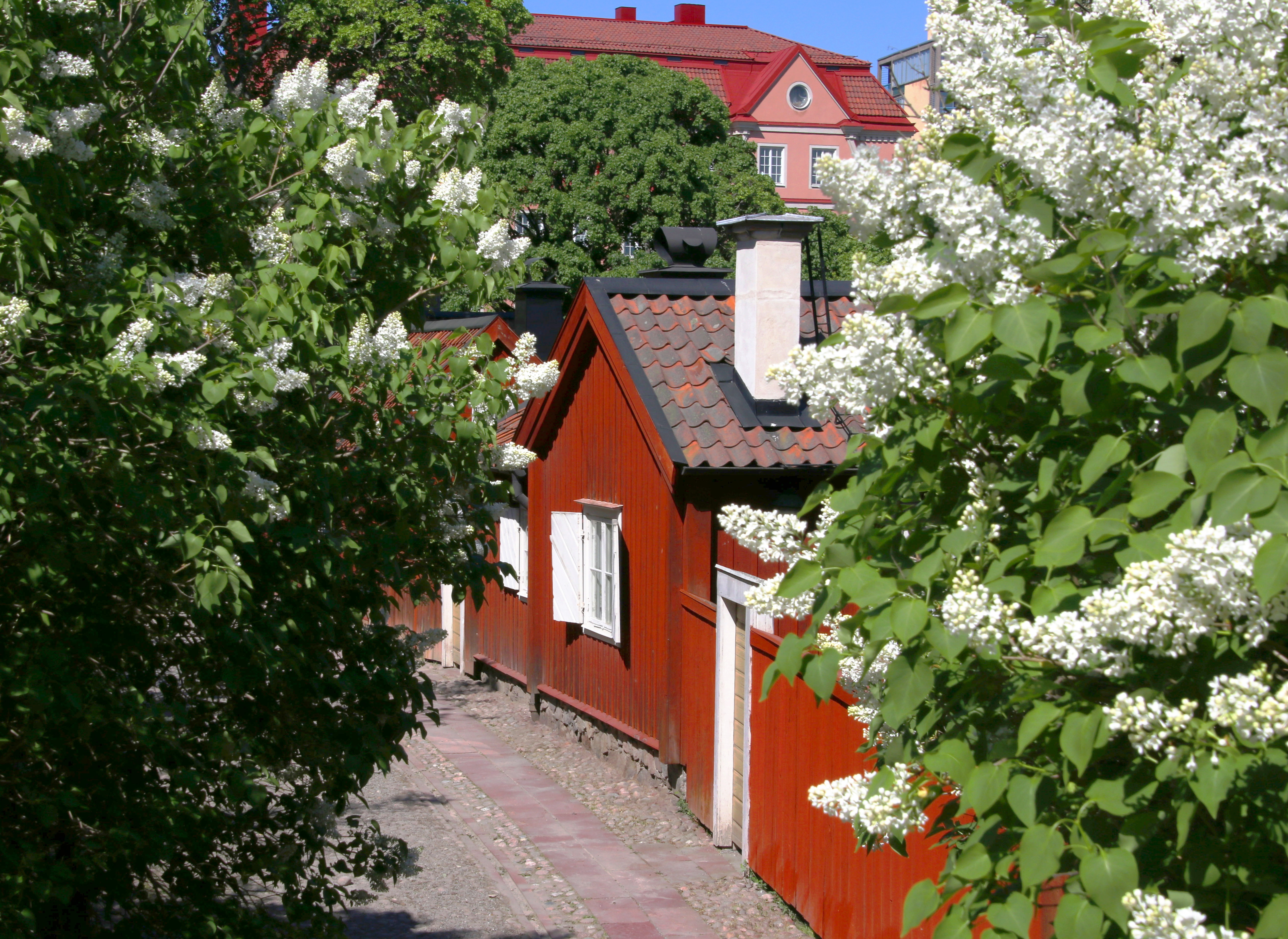
Lotsgatan i blom, maj 2018.
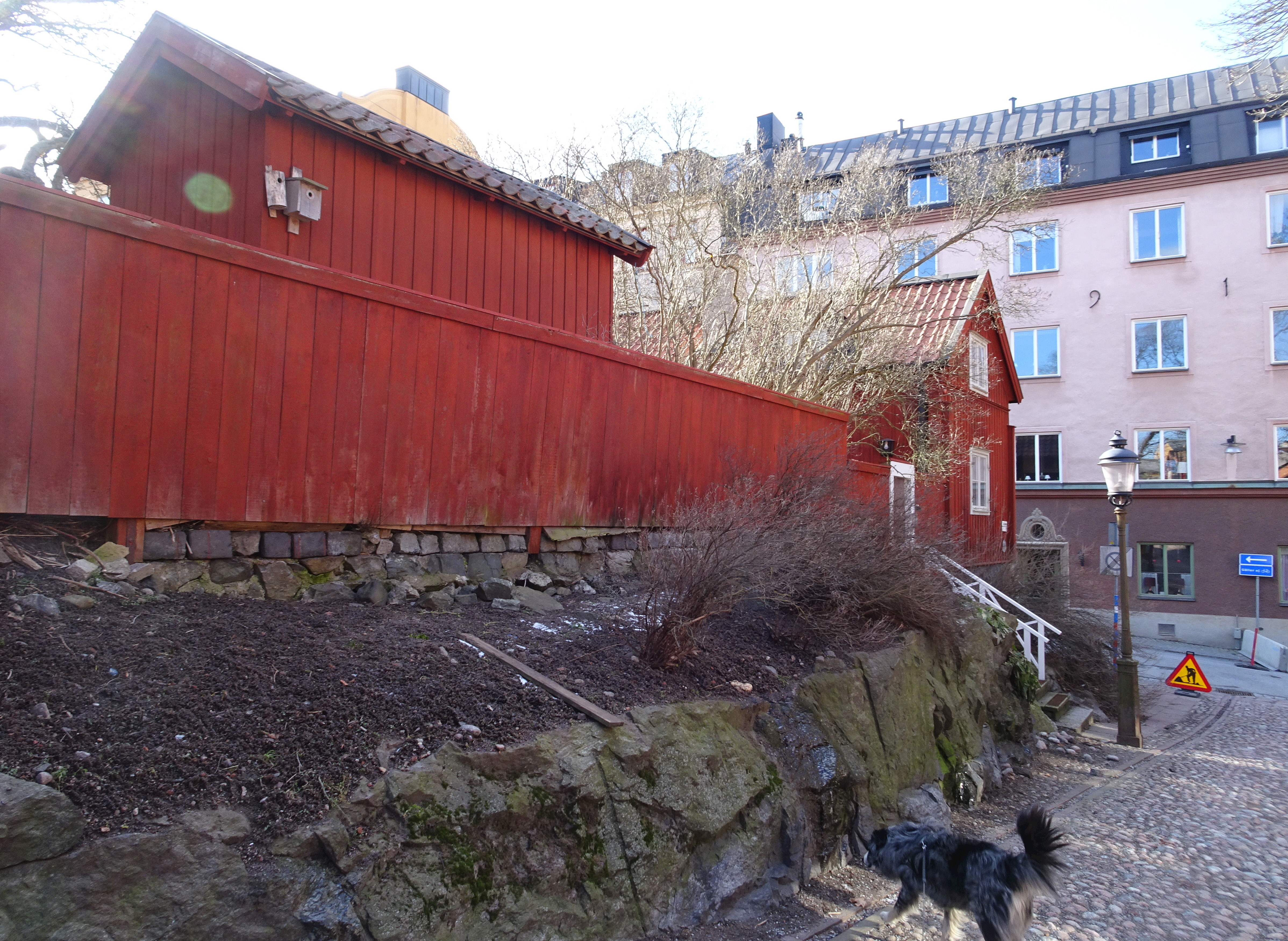
Lotsgatan vid Sågargatan, mars 2019.